# (4455) Ruriko
(4455) Ruriko (1988 XA) – planetoida z pasa głównego asteroid okrążająca Słońce w ciągu 5,25 lat w średniej odległości 3,02 j.a. Odkryta 2 grudnia 1988 roku.